# إصلاح القطاع الأمني

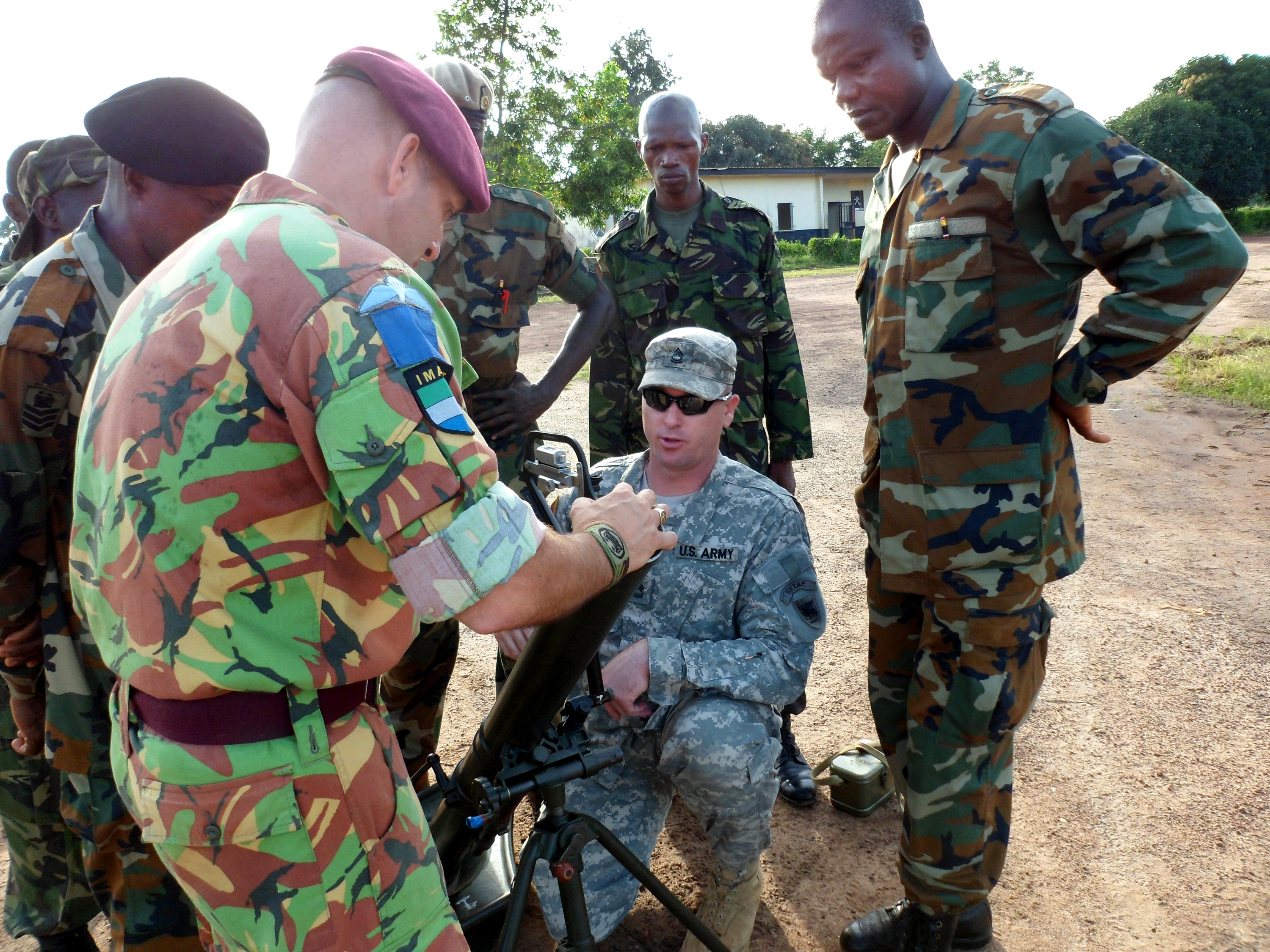
جنود من الجيش البريطاني والجيش الأمريكي يدربون جنود من سيراليون على استخدام الهاون أثناء عام 2011

إصلاح القطاع الأمني (SSR) هو مفهوم ظهر للمرة الأولى في التسعينيات من القرن العشرين في شرق أوروبا. ورغم أنه لا يوجد تعريف واحد مقبول عالميًا، إلا أن إصلاح القطاع الأمني يشير في الغالب إلى العملية المستخدمة لإصلاح أو إعادة بناء القطاع الأمني في دولة ما. وهو يعتبر بمثابة الرد على موقف لا يتمكن فيه القطاع الأمني الذي يعاني خللاً من توفير الأمن للدولة وشعبها بشكل فعال، وبما يتوافق مع المبادئ الديمقراطية. وفي بعض الحالات، يمكن أن يكون القطاع الأمني ذاته مصدرًا لشيوع عدم الأمان بسبب السياسات أو الممارسات التمييزية والمسيئة. وفي هذا الصدد، يمثل القطاع الأمني الذي لم يتم إصلاحه أو سيئ التكوين عقبة حاسمة في تعزيز التنمية المستدامة والديمقراطية والسلام. وبالتالي، فإن العمليات المتعلقة بإصلاح القطاع الأمني تهدف إلى تحسين مستوى توفير خدمات الأمان والعدل الفعالة والقوية، من خلال مؤسسات القطاع الأمني التي يمكن محاسبتها من خلال الدولة وشعبها، كما تعمل في إطار الإدارة الديمقراطية، بدون أي تمييز ومع الاحترام الكامل لحقوق البشر وسيادة القانون.
تستهدف جهود إصلاح القطاع الأمني كل المؤسسات الحكومية وغيرها من الكيانات الأخرى التي يكون لها دور في ضمان توفير الأمن للدولة ولشعبها، بما في ذلك: القوات المسلحة ومؤسسات تفعيل القوانين والخدمات الاستخباراتية والمؤسسات المسئولة عن الإدارة الأوسع نطاقًا وخدمات الجمارك ومؤسسات العدالة والمؤسسات العقابية والمشاركون الذين يلعبون دورًا في الإشراف على تصميم العملية الأمنية وتنفيذها وإدارتها، مثل الوزارات والبرلمانات ودواوين المظالم ولجان حقوق الإنسان ومنظمات المجتمع المدني. وفي بعض السياقات، فإنها تستهدف كذلك المجموعات المسلحة غير التابعة للدولة و/أو الأمن الخاص والشركات العسكرية.
يعد إصلاح القطاع الأمني مفهومًا تشغيليًا وكذلك معياريًا. ومن خلال اشتماله على معايير مثل الحكم الرشيد والإشراف المدني وسيادة القانون بين السمات المحددة له، فإن تضمينه كمكون ضروري في السياسات الدولية التي تتعامل مع المواقف التي تلي الصراعات أمر تتزايد شعبيته بدرجة متزايدة. وبالتالي، فإنه يمكن أن ننظر إلى إصلاح القطاع الأمني على أنه أحد الفروع المتعلقة بزيادة الجهود الدولية لضمان توفير الأمن البشري.

## سياقات الدول
لا يقتصر إصلاح القطاع الأمني على موقف سياسي واحد، ولكن يمكن تقديمه في سياقات متعددة. ويمكن تصنيف الظروف التي يمكن بذل جهود الإصلاح فيها في شكل ثلاث بيئات إصلاحية مختلفة للغاية، وهي: الدول في فترات ما بعد الصراعات، والدول الانتقالية، والدول النامية. ويتم توفير إصلاح القطاع الأمني في أكثر الحالات شيوعًا في حالات الدول في فترات ما بعد الصراعات.

### مواقف الدول في فترات ما بعد الصراعات
تتسم بيئات الدول في فترات ما بعد الصراعات بالمؤسسات السياسية المدمرة أو فاقدة الثقة أو المنبوذة، بالإضافة إلى انتشار عدم الأمان واسع النطاق. وفي هذه المواقف، يمكن فهم إصلاح القطاع الأمني على أنه إعادة هيكلة للقطاع الأمني، حيث يتوجب إعادة بناء احتكار الدولة لاستخدام القوة والهياكل الفعالة والقوية. ويتم النظر إلى الإصلاح على أنه أمر ضروري لمنع تكرار الصراع وتحسين مستوى الأمن العام، والذي يكون في المقابل ضروريًا لبدء مبادرات إعادة الهيكلة والتطوير.

### الدول الانتقالية
تعد الدول الانتقالية هي الدول التي ما زالت تنتقل من نظام سياسي إلى نظام آخر، إلا أنه لم يحدث صراع عنيف لفترة طويلة بعد. في هذه البيئة، يهدف إصلاح القطاع الأمني إلى تحسين أداء الدولة في القطاع الأمني، وإعادة بناء أو إعادة تنظيم المؤسسات الأمنية وفي بعض الأحوال تفكيك القوات غير النظامية، مثل وحدات الشرطة شبه العسكرية. ويكمن الهدف الرئيسي لإصلاح القطاع الأمني في الدول الانتقالية في تقديم مبادئ الإدارة الديمقراطية للقطاع الأمني. وغالبًا ما تركز جهود الإصلاح على خلق آليات المحاسبة والتعامل مع حالة عدم الثقة العامة في مؤسسات القطاع الأمني.

### الدول المتقدمة
يشيع عدم استخدام المصطلح إصلاح القطاع الأمني فيما يتعلق بالدول المتقدمة، رغم أن الإصلاح يكون دائمًا مطلوبًا ويمكن أن يحدث على مستويات مختلفة. وغالبًا ما تكون جهود الإصلاح في الدول المتقدمة مرتبطة بالمؤسسات، وتركز على أمور مثل الفاعلية وزيادة الإشراف وإجراءات الإدارة والتشغيل. وفي العديد من الدول النامية، يجب أن يرد القطاع الأمني بشكل فعال على العنف القائم على النوع (GBV) ومنعه أو تحقيق المساواة بين النوعين من الموظفين من الذكور والإناث.

## النهج
يهدف إصلاح القطاع الأمني بشكل ضروري إلى توفير الأمن البشري بشكل فعال وقوي وغير تمييزي في إطار الحكم الديمقراطي. ومع ذلك، فإن أهداف توفير الأمن للدولة وللبشر يمكن أن تكون مثارًا للتصارع في سياق المجتمعات التي تمزقها الصراعات، والتي تفتقد إلى إطار الحكم الديمقراطي. وقد أثارت تجارب إصلاح القطاع الأمني في أفغانستان نقاشًا حول ميزات توفير الأمن للبشر، وليس للدولة في عملية بناء الدولة.
ومفهوم إصلاح القطاع الأمني كمفهوم نموذجي هو مفهوم شامل في منهجيته في القطاع الأمني: حيث يجب تضمين كل المشاركين والوسائل ذات الصلة في العملية للتحول من القطاع الأمني غير الفعال إلى القطاع الأمني الذي يتم إصلاحه.
ويربط مفهوم إصلاح القطاع الأمني بين الإجراءات التي تهدف إلى زيادة فاعلية وقوة القوات الأمنية من أجل تجاوز مخاوف الحكم الديمقراطي. ولا يمكن اعتبار الجهود التي تهدف إلى تحديث القوات الأمنية، على سبيل المثال من خلال شراء أسلحة جديدة أو إعادة تنظيم البنى الهيكلية لها، ضمن إطار إصلاح القطاع الأمني وذلك بدون التحقق من وضع القطاع في إطار المحاسبة الديمقراطية. ويجب أن تهدف الأنشطة المتعلقة بإصلاح القطاع الأمني دائمًا إلى تحسين الحكم في القطاع الأمني، وهي منهجية يدعمها إطار تمويل الجوانب المثلى (اتباع السياسات المناسبة وآليات الدعم المالي والمؤسسي لتعظيم العوائد المستدامة فيما يتعلق بالاستثمارات العامة والخاصة على حد سواء عبر الزمن).

### النوع وإصلاح القطاع الأمني
يساهم دمج النوع في إصلاح القطاع الأمني في تحقيق العديد من الأهداف الخاصة بعمليات الإصلاح، مثل: توفير الأمن وخدمات العدالة بشكل أفضل، وتوفير المزيد من المؤسسات التمثيلية، واحترام حقوق الإنسان، وتعزيز الإشراف والمحاسبة والملكية المحلية لعملية إصلاح القطاع الأمني ذاتها. ويتم السعي نحو تحقيق تكامل منظورات النوع بصفة عامة من خلال إستراتيجيتين تكميليتين، هما: تعميم مراعاة منظور النوع والإجراءات اللازمة لتعزيز تساوي المشاركة بين الرجال والنساء في مؤسسات القطاع الأمني وعمليات إصلاح القطاع الأمني. ويمكن تضمين منظورات النوع في عمليات إصلاح القطاع الأمني ذاتها (على سبيل المثال من خلال استشارة الرجال والنساء فيما يتعلق بإصلاح القطاع الأمني، أو تدريب الموظفين المسئولين عن سياسات إصلاح القطاع الأمني الخاصة بأمور تتعلق بالنوع) وفي المؤسسات التي تخضع للإصلاح (على سبيل المثال، في الجهود اللازمة لتعيين المزيد من النساء أو متابعة توفير الخدمات المرتبطة بالنوع أو توفير التدريب للنوعين للأفراد حديثي التعيين).

## الأدوات
تتمثل الأدوات الأساسية لإصلاح القطاع الأمني فيما يلي:
- إصلاح الدفاع
- إصلاح الشرطة
- إصلاح الاستخبارات
- إصلاح نظام العدالة
- إصلاح النظام الجنائي
- تمويل الجوانب المثلى / ترتيب الجوانب المثلى حسب الحجم
- الإجراءات التي تهدف إلى تقوية الإدارة المدنية والمحاسبة الديمقراطية للجهاز الأمني، كما هو الحال من خلال تقوية إشراف البرلمان والمجتمع المدني على القطاع الأمني.

من الضروري الربط بين مجالات المشاركة المختلفة، لأن الجهود لن تنجح إلا إذا تم تنفيذ الأعمال التكميلية في مجالات أخرى.

### إصلاح القطاع الأمني في فترات ما بعد الصراعات
في عمليات بناء السلام في فترات ما بعد الصراعات، يواجه إصلاح القطاع الأمني مجموعة فريدة من التحديات. وإليكم أدوات إصلاح القطاع الأمني النموذجية الإضافية في المواقف التي تتبع فترات ما بعد الصراعات:
- نزع السلاح والتسريح وإعادة الدمج (DDR) للمقاتلين السابقين، بما في ذلك الجنود من الأطفال والنساء.
- مكافحة الأسلحة الصغيرة والأسلحة الخفيفة (SALW)
- العدالة الانتقالية
- تعزيز سيادة القانون
- إزالة الألغام
- مكافحة الإتجار بالبشر والأسلحة والمخدرات

وإذا تم تطبيق تلك الأدوات بطريقة منفصلة، فقد لا يناسب ذلك متطلبات إصلاح القطاع الأمني. وبالإضافة إلى ذلك، يجب أن يتم تضمينها في مفهوم إصلاح القطاع الأمني الشامل. على سبيل المثال، تعد مكافحة الأسلحة الصغيرة والأسلحة الخفيفة أمرًا لن يؤتي ثماره إلى أن يتم إعادة فرض سيادة القانون. ولن يتمكن إصلاح القطاع الأمني من التأثير على الموقف الأمني بشكل كبير وبطريقة مستدامة مع منع (تكرار) الصراعات إلا من خلال دمج كل الأدوات والجمع بينها وبين الإشراف الديمقراطي.

## التأثير
رغم أن مفهوم إصلاح القطاع الأمني ما زال في طور التطور والصراع، إلا أنه يصبح مقبولاً بشكل متزايد كشرط مسبق للحكم الرشيد والأمن وحقوق الإنسان وفرض السلام الدائم.

## كتابات أخرى
الكتب
- OECD-DAC Handbook on Security System Reform - Supporting Security and Justice (PDF). Paris: OECD. 2007. ISBN:978-92-64-03738-0. مؤرشف من الأصل (PDF) في 2015-12-13.
- Lalá، Anicia؛ Fitz-Gerald، Ann M. (2003). Providing Security for the People: Security Sector Reform in Africa (PDF). Shrivenham, UK: GFN-SSR. ISBN:0-9546500-0-X. مؤرشف من الأصل (PDF) في 2020-02-12.
- Scnabel، A.؛ Ehrhardt، H. (2006). Security Sector Reform and Post-Conflict Peacebuilding (PDF). Tokyo: United Nations University Press. ISBN:92-808-1109-6. مؤرشف من الأصل (PDF) في 2012-09-12.
- Hänggi، H.؛ Bryden، A. (2004). Reform and Reconstruction of the Security Sector. Geneva: DCAF. ISBN:3-8258-7770-1. مؤرشف من الأصل في 2017-08-24.
- Hänggi، H.؛ Bryden، A. (2005). Security Governance in Post-Conflict Peacebuilding. Geneva: DCAF. مؤرشف من الأصل في 2017-07-23.
- Bastick، M.؛ Valasek، K. (2008). Gender and Security Sector Reform Toolkit. Geneva: DCAF. ISBN:978-92-9222-074-7. مؤرشف من الأصل في 2017-08-11.
- David C. Gompert, Olga Oliker, and Anga Timilsina, Clean, Lean, and Able: A Strategy for Defense Development, RAND Corporation

؛الصحف
- Journal of Security Sector Management

؛المقالات والأبحاث
- A Beginner’s Guide to Security Sector Reform
- A monthly newsletter on Security Sector Reform
- Report on the Security Sector in Latin America and the Caribbean
- Securing the Future: A Primer on Security Sector Reform in Conflict Countries
- Understanding and supporting security sector reform (DFID)
- Security-sector reform: development breakthrough or institutional engineering? by C Smith. Conflict Security Development, vol. 1, issue 1, pp.5-19.[وصلة مكسورة]
- Africa and the Challenges of Security Sector Reform by Rocklyn Williams
- Donor Perspective on Security Sector Reform as a Governance Issue by R Evans[وصلة مكسورة]
- Security sector reform depends on national will and capacity, UN report says
- Security Sector Evolution: Understanding & Influencing How Security Sector Institutions Change by Volha Piotukh & Peter Wilson
- The Development-Security Nexus and Security Sector Reform by Dr Michela Telatin
- Human vs. State Security: How can Security Sector Reforms contribute to State-Building? The Case of the Afghan Police Reform by Florian Weigand

## وصلات خارجية
؛المنظمات
- International Center for Transitional Justice (ICTJ)
- DCAF - Geneva Centre for the Democratic Control of the Armed Forces
- ISSAT - International Security Sector Advisory Team
- Global Facilitation Network for Security Sector Reform (GFN-SSR)
- Folke Bernadotte Academy
- Security Sector Reform and Governance - DAC Guidelines, OECD (the only guidelines from an international organization available at this time)
- Justice and Security Sector Reform (UNDP)[وصلة مكسورة]
- Marsad - the Palestinian Security Sector Observatory
- United Nations Department of Peacekeeping Operations

UN peacekeeping missions conducting SSR
- UNOMSIL United Nations Observer Mission to Sierra Leone
- UNMIK United Nations Mission to Kosovo
- MINUSTAH United Nations Stabilization Mission to Haiti

SSR online presentations
- Folke Bernadotte Academy online presentation of SSR